# Xã Popple, Quận Clearwater, Minnesota
Xã Popple (tiếng Anh: Popple Township) là một xã thuộc quận Clearwater, tiểu bang Minnesota, Hoa Kỳ. Năm 2010, dân số của xã này là 526 người.